# Jungjong av Joseon
Jungjong av Korea, född 1488, död 1544, var en koreansk monark. Han var kung av Korea mellan 1506 och 1544.